# Storeria
Genre
Storeria est un genre de serpents de la famille des Natricidae. 

## Répartition
Les cinq espèces de ce genre se rencontrent de l'Amérique centrale au Canada.

## Liste des espèces
Selon The Reptile Database (13 mai 2016) :
- Storeria dekayi (Holbrook, 1839) — Couleuvre brune
- Storeria hidalgoensis Taylor, 1942
- Storeria occipitomaculata (Storer, 1839) — Couleuvre à ventre rouge
- Storeria storerioides (Cope, 1866)
- Storeria victa (Hay, 1892)

## Étymologie
Ce genre est nommé en l'honneur d'David Humphreys Storer.

## Publication originale
- Baird & Girard, 1853 : Catalogue of North American Reptiles in the Museum of the Smithsonian Institution. Part 1.-Serpents. Smithsonian Institution, Washington, p. 1-172 (texte intégral).